# Walk Among Us
Walk Among Us es el primer álbum de estudio de la banda estadounidense The Misfits, publicado en marzo de 1982.
Previamente, en 1978, grabaron el álbum de estudio Static Age, pero no fue publicado íntegramente hasta 1997.
El álbum fue el producto de las grabaciones de enero de 1982 en Quard Teck en Los Ángeles (California), donde Glenn Danzig, para la mayor parte de este, editó temas previamente grabados agregándole guitarras adicionales. También grabó nuevamente la parte vocal de "Vampira" y editó por primera vez el tema tocado en vivo "Mommy, Can I Go Out and Kill Tonight?" que fue grabado en la misma ocasión en la que lo fue el EP en vivo Evilive.
La mayor parte de los temas fueron originalmente grabados en distintas sesiones a principios de 1981 en el estudio Mix-O-Lydian en Boonton (Nueva Jersey). Las fechas de estas sesiones son desconocidas pero todas fueron editadas y mezcladas juntas. "Vampira", "Devil's Whorehouse" y "Astro Zombies" fueron grabadas y editadas separadamente en Mix-O-Lydian en agosto de 1981. "Hatebreeders" fue grabada en junio de 1981 en Newsoundland en Fair Lawn, Nueva Jersey. "Mommy, Can I Go Out and Kill Tonight?", el único tema en vivo del álbum, fue grabado el 17 de diciembre en el Ritz de Nueva York.
La tapa de Walk Among Us muestra al famoso "Rat-Bat-Spider" que amenaza a los intrépidos astronautas en la película Angry Red Planet de 1959. Los platos voladores se basaban en Earth Versus The Flying Saucers de 1956. El título del álbum probablemente hace referencia a la película de 1956 The Creature Walks Among Us, la tercera parte de Creature from the Black Lagoon. La primera impresión del LP tenía tapa rosa con un logo del mismo color, y la segunda es violeta con logo rosa. El librito que trae la edición en CD contiene una foto de la alineación de la banda en 1979 con Bobby Steele y Joey Image, que no tocan en el álbum, en lugar de Doyle Wolfgang von Frankenstein y Arthur Googy.

## Lista de temas
Todos los temas escritos y compuestos por Glenn Danzig
Lado A.
1. "20 Eyes" – 1:45
2. "I Turned into a Martian" – 1:41
3. "All Hell Breaks Loose" – 1:47
4. "Vampira" – 1:26
5. "Nike-a-Go-Go" – 2:16
6. "Hatebreeders" – 3:08
7. "Mommy, Can I Go out and Kill Tonight?" (vivo) – 2:00

Lado B.
1. "Night of the Living Dead" – 1:57
2. "Skulls" – 2:00
3. "Violent World" – 1:46
4. "Devil's Whorehouse" – 1:45
5. "Astro Zombies" – 2:14
6. "Braineaters" – 0:56

## Personal
- Glenn Danzig – voz, guitarra en "Vampira", "Devil's Whorehouse" y "Astro Zombies", guitarra agregada en todos los temas excepto "Mommy, Can I Go Out And Kill Tonight?"
- Jerry Only – bajo
- Paul Doyle – guitarra
- Arthur Googy – batería
- Mike Taylor – ingeniero de sonido en todos los temas menos "Hatebreeders".
- Pat Burnette – ingeniero de sonido en "Hatebreeders".

- Datos: Q2059989